# Anastasius Grün
Anastasius Grün (vlastním jménem Anton Alexander Graf von Auersperg, 11. dubna 1806 Lublaň, Slovinsko – 12. září 1876 Štýrský Hradec) byl rakouský básník, epický básník a překladatel.

## Život
- Právní studie ve Vídni a Štýrském Hradci, následuje výlet do Itálie, Německa (kde spolupracoval s autory "Švábské školy," zvláště se známým Ludwigem Uhlandem), Francii a Anglii;
- 1848 - 1849 člen Frankfurtského parlamentu;
- 1861 - 1876 člen panské směmovny;
- přítel Nikolaus Lenau, jehož pozůstalost (1851) a "Sebrané dílo" (1855) vydal.

Grün kritizoval ve svém liberálně smýšlejícím díle - a to zejména v básnických sbírkách Procházka vídeňského básníka (1831) a Rum (1835) - Metternichův absolutismus a klerikalismus.